# Schönbach, Vulkaneifel
Schönbach là một đô thị thuộc huyện Vulkaneifel, trong bang Rhineland-Palatinate, phía tây nước Đức. Đô thị này có diện tích 4,67 km², dân số thời điểm ngày 31 tháng 12 năm 2006 là 282 người.